# Alchemilla amphipsila
Alchemilla amphipsila är en rosväxtart som beskrevs av Sergei Vasilievich Juzepczuk. Alchemilla amphipsila ingår i släktet daggkåpor, och familjen rosväxter. Inga underarter finns listade i Catalogue of Life.